# Aleksiejewka (rejon głuszkowski)
Aleksiejewka (ros. Алексеевка) – wieś (ros. село, trb. sieło) w zachodniej Rosji, centrum administracyjne sielsowietu aleksiejewskiego w rejonie głuszkowskim obwodu kurskiego.

## Geografia
Miejscowość położona jest nad rzeką Sejm, 21 km od centrum administracyjnego rejonu (Głuszkowo), 134 km od Kurska.
W granicach miejscowości znajdują się ulice: Dacznaja, Ługowaja, Komsomolskaja, Lenina, Mołodiożnaja, Nabierieznaja, Oktiabrskaja, Pierwomajskaja, Podsosnowka, Sadowaja, Sowietskaja.

## Demografia
W 2010 r. miejscowość zamieszkiwało 417 osób.